# Vincenzo Menghi
Vincenzo Menghi (Tivoli, 6 febbraio 1888 – 12 settembre 1972) è stato un politico italiano.

## Biografia
Avvocato, negli anni '50 è presidente della Confederazione cooperative italiane, è stato anche presidente della Federazione nazionale cooperative agricole, presidente dell'Unione nazionale agricoltori, presidente onorario dei Profughi d'Africa e presidente onorario dei collocatori comunali.
Impegnato in politica con la Democrazia Cristiana, è eletto al Senato della Repubblica nel 1948 e conferma il proprio seggio anche alle elezioni politiche del 1953 e a quelle del 1958. Nella II e III legislatura, dal 1953 al 1963, è Presidente della Commissione Agricoltura e produzione agroalimentare del Senato della Repubblica. Termina il proprio mandato parlamentare nel 1963.
Muore all'età di 84 anni nel settembre 1972.